# Vellinge (kommundel)

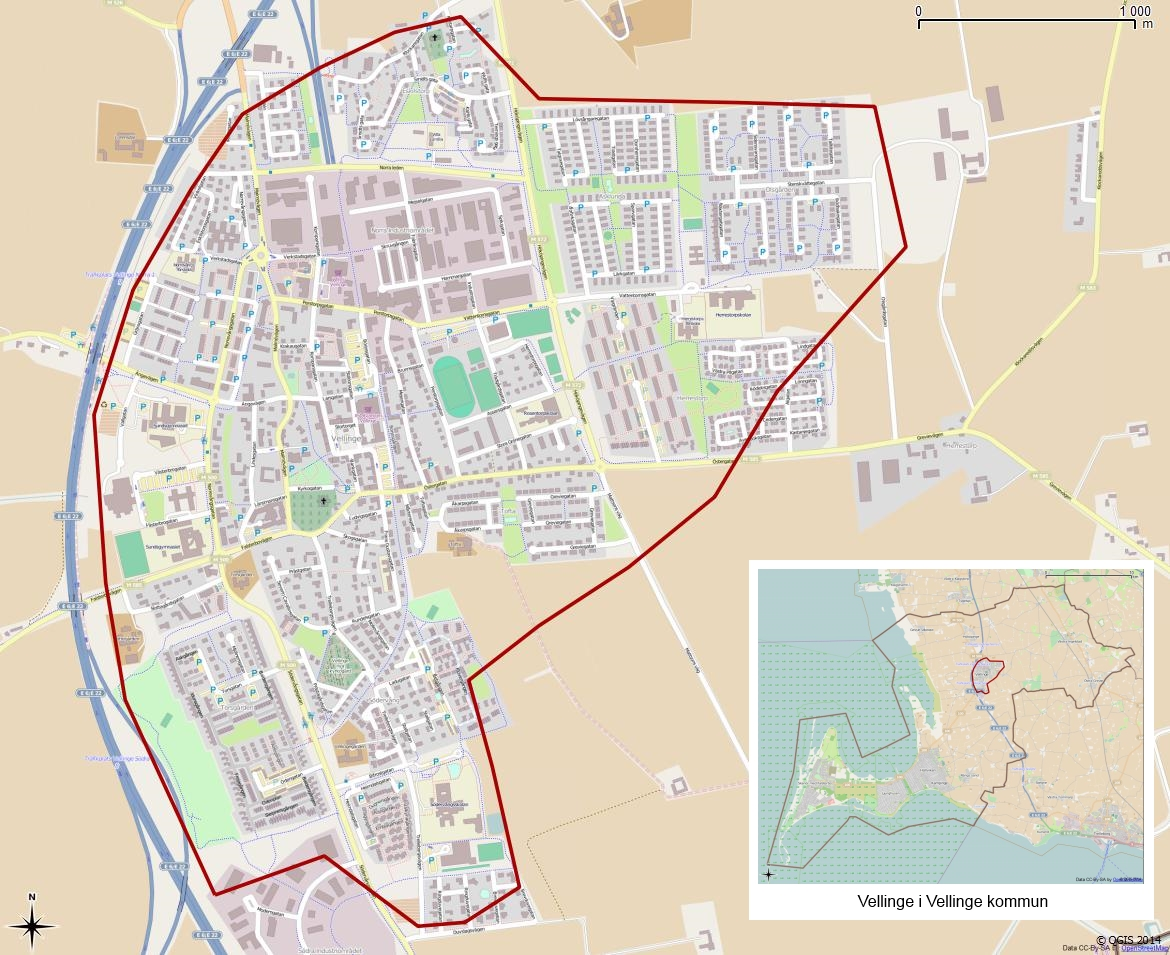
Vellinge tätort.

Vellinge är en av Vellinge kommuns fyra kommundelar. I området ligger centralorten Vellinge och de två mindre tätorterna Hököpinge och Gessie villastad. Kommundelen hade 8 974 invånare år 2009, att jämföra med 5 475 år 1973.